# トゥフィッロ
トゥフィッロ（イタリア語: Tufillo）は、イタリア共和国アブルッツォ州キエーティ県にある、人口約400人の基礎自治体（コムーネ）。

## 地理

### 位置・広がり

#### 隣接コムーネ
隣接するコムーネは以下の通り。括弧内のCBはカンポバッソ県（モリーゼ州）所属を示す。
- チェレンツァ・スル・トリーニョ
- ドリオーラ
- マファルダ (CB)
- モンテミトロ (CB)
- パルモリ
- サン・フェリーチェ・デル・モリーゼ (CB)